# Государственный строй Литвы
Государственный строй Литвы — система политико-правовых, административных, экономических и социальных отношений в Литве.
Литва — многопартийная парламентская республика с характерными чертами президентской республики. Основной закон — Конституация Литовской Республики, принятая всенародным референдумом 25 октября 1992 года и вступившая в силу 6 ноября того же года. Согласно ей государственную власть осуществляют Сейм, Президент, Правительство и Суд.

## Парламент
Парламент Литвы — однопалатный Сейм Литовской Республики со 141 местом. 71 депутат избирается по мажоритарной системе в одномандатных округах, 70 — по пропорционально-списочной системе с 5-процентным общенациональным заградительным барьером. Срок депутатских полномочий — 4 года.
Первые после восстановления независимости парламентские выборы состоялись в 1992 году.

### Выборы 2004 года
В преддверии парламентских выборов 10—24 октября 2004 года в присутствии президента Валдаса Адамкуса, лидеры ведущих литовских партий подписали соглашение о неизменности внешней политики Литвы в 2004—2008 годах. Главные пункты программы: укрепление связей с Евросоюзом и США, поддержка демократических процессов в странах СНГ и на Кавказе, стремление к председательству в ОБСЕ в 2010—2011 годах, а также членству в Совете безопасности ООН в 2014—2015 годах.
По результатам выборов Партия труда (лидер — Виктор Успасских) получила 39 мандатов, Коалиция Социал-демократической партии (лидер — Альгирдас Бразаускас) и партии Новый союз (социал-либералы) (лидер — Артурас Паулаускас) — 31 место (20 и 11 соответственно), Союз отечества (лидер — Андрюс Кубилюс) — 25 мест, Союз либералов и центра (лидер — Артурас Зуокас) — 18 мест, Союз крестьян и новой демократии (лидер — Казимера Прунскене) — 10 мест, Блок представителей движения сторонников экс-президента Роландаса Паксаса «За порядок и справедливость» — 11 мест, Избирательная акция поляков Литвы — 2 места, независимые кандидаты — 5 мест.
Четырёхпартийная коалиция Литвы распределила портфели в правительстве: правящая коалиция Социал-демократической партии (СДП) и Нового союза получили пост премьер-министра и семь из 13 портфелей, а также пост председателя сейма, Трудовая партия (ТП) и Союз крестьян и новой демократии (СКНД) — 6 портфелей. Представители СДП возглавили министерства обороны, сообщений, финансов, охраны окружающей среды и просвещения, а Нового союза — МИД и социального обеспечения. В ведении ТП были министерство хозяйства, МВД, министерство юстиции, здравоохранения и культуры, в ведении СКНД — министерство сельского хозяйства. Сейм одобрил кандидатуру Альгирдаса Бразаускаса на пост премьер-министра.
В 2005 году министр хозяйства Литвы Виктор Успаских подал в отставку и был уволен премьер-министром после того, как комиссия по служебной этике констатировала, что министр нарушил закон о согласовании общественных и частных интересов на государственной службе.
В 2006 году парламент отстранил Паулаускаса от должности председателя Сейма. Новым председателем был избран Викторас Мунтянас. Из четырёхпартийной коалиции вышли социал-либералы, что вызвало перестановки в правительстве.

### Выборы 12 и 26 октября 2008 года
На выборах 12 и 26 октября 2008 года места в парламенте распределились следующим образом:
- Союз отечества — Христианские демократы Литвы — 45 мандатов
- Социал-демократическая партия Литвы — 25 мандатов
- Партия национального возрождения — 16
- Порядок и справедливость — 15 мандатов
- Движение либералов Литвы — 11
- Коалиция Трудовой партии и молодежи — 10 мандатов
- Союз либералов и центра — 8 мандатов
- Избирательная акция поляков Литвы — 3 мандата
- Союз крестьян-народников Литвы — 3 мандата
- Новый союз (социал-либералы) — 1 мандат
- Независимые депутаты — 4 мандата

Председателем был избран Арунас Валинскас (15 сентября 2009 года Сейм проголосовал за его отставку; новым председателем была избрана консерватор Ирена Дегутене).

## Президент

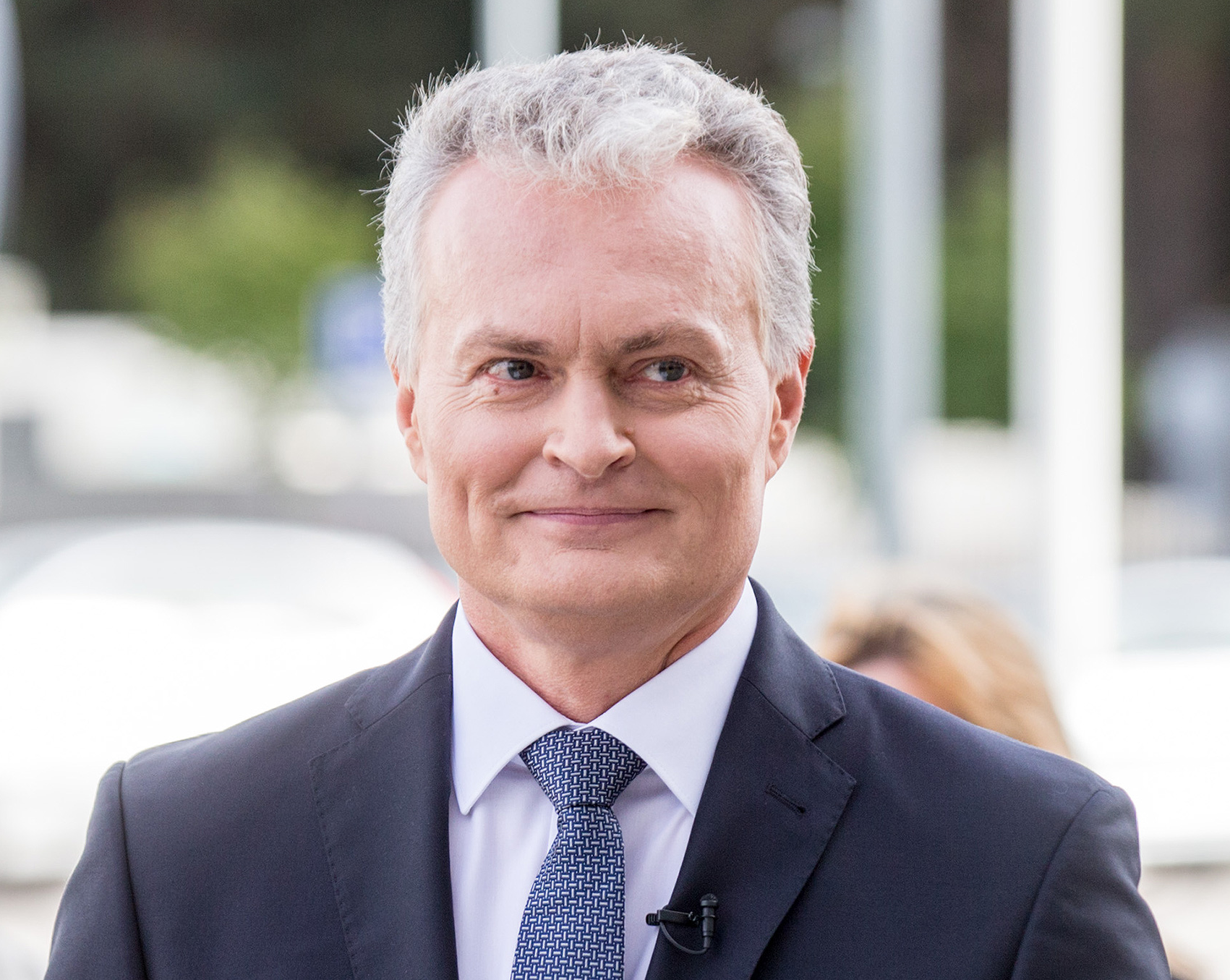
Гитанас Науседа

Президент является главой государства и избирается гражданами Литовской Республики путём тайного голосования сроком на 5 лет на основании всеобщего, равного и прямого избирательного права. Согласно Конституции, Президент совместно с Правительством осуществляет внешнюю политику; с одобрения Сейма назначает и освобождает Премьер-министра, утверждает состав Правительства; назначает судей; в установленных законом порядки и случаях принимает решения о введении военного или чрезвычайного положения, а также о мобилизации; присваивает государственные награды; принимает решение о помиловании осуждённых; подписывает и обнародует принятые Сеймом законы или возвращает их в Сейм в установленном статьей 71 Конституции порядке.
Президент Литовской Республики может быть досрочно отрешён Сеймом от должности в случае грубого нарушения им Конституции или присяги, а также в случае выявления факта совершения преступления.
С 12 июля 2019 года руководителем Литовской Республики является Гитанас Науседа.